# Meowingtons Hax Tour Trax
Meowingtons Hax Tour Trax je studiové album umělců, kteří patří pod Deadmau5ovu nahrávací značku Mau5trap. Bylo vydáno na podporu těchto umělců a také Deadmau5ova Meowingtons Hax turné, které je pojmenováno podle Joelova kocoura Profesora Meowingtonse.

## Seznam skladeb
| Pořadí         | Název                                        | Autor             | Délka |
| -------------- | -------------------------------------------- | ----------------- | ----- |
| 1.             | Where My Keys                                | Deadmau5          | 6:52  |
| 2.             | Cott's Face                                  | Feed Me           | 5:56  |
| 3.             | Static                                       | Tommy Lee & Aero  | 4:18  |
| 4.             | LFO Tool                                     | Tommy Lee & Aero  | 5:23  |
| 5.             | Deviance                                     | Datsik & Excision | 4:32  |
| 6.             | Scary Monsters and Nice Sprites (Zedd Remix) | Skrillex          | 5:57  |
| 7.             | Beat of the Drum (Club Mix)                  | Moguai & SOFI     | 7:19  |
| 8.             | U Turn                                       | James Njie        | 9:32  |
| 9.             | Anti Crisis                                  | James Njie        | 7:24  |
| 10.            | Blast Wave                                   | Al Bizzare        | 6:51  |
| Celková délka: | Celková délka:                               | Celková délka:    | 66:04 |